# Мохамед Наим Даипи
Моха́мед Наи́м Даи́пи (малайск.  Mohamed Naim Daipi); (27 июня 1950, Сингапур — 13 апреля 2015, Бандар-Сери-Бегаван) — сингапурский педагог и писатель, писавший на малайском языке.

## Краткая биография
Окончил педагогическое училище и Национальный педагогический институт. Работал учителем в школе, затем экспертом в Министерстве образования Сингапура (1967—2010). Писал прозу, стихи, критические эссе с 1975 года. Использовал псевдонимы Низкин (Nizqin), Мухаммад Назали (Muhammad Nazali) и Хаснади Абдулла (Hasnady Abdullah). Был членом Совета по малайскому языку Сингапура, председателем Комитета по литературным премиям, одним из организаторов месячника малайского языка.

## Публикации
- Tumpas (Крушение, повесть). Singapura: Solo Enterprise, 1977;
- Hancurnya Satu Penculikan (Конец одного похищения, повесть). Singapura: Solo Enterprise, 1977 (совместно с Мохамедом Латифом Мухамедом);
- Tangan-Tangan yang Menghancurkan (Всё разрушающие руки, повесть). Singapura: Solo Enterprise, 1977 (совместно с Мохамедом Латифом Мухамедом);
- Hancurnya Sindiket Dadah (Крах наркосиндиката, повесть). Singapura: Solo Enterprise, 1977 (совместно с Мохамедом Латифом Мухамедом);
- Rahsia di Jalan Cempaka Ungu (Тайна улицы Чемпака Унгу, повесть). Singapura: Solo Enterprise, 1977 (совместно с Мохамедом Латифом Мухамедом);
- Derita Seorang Pelukis Muda (Страдания молодого художника, повесть). Singapura: Solo Enterprise, 1977 (совместно с Мохамедом Латифом Мухамедом);
- Sungai-Sungai Penuh Rahsia (Реки, полные тайн, повесть). Singapura: Solo Enterprise, 1977 (совместно с Мохамедом Латифом Мухамедом);
- Tiga Warna Bertemu (Соединение трёх цветов, стихи). Kuala Lumpur: Dewan Bahasa dan Pustaka, 1987 (коллективный сборник);
- Dinamika Budaya (Динамика культуры). Singapura: Majlis Pusat, 1991 (коллективный сборник статей);
- Pesan (Наказ). Singapura: Majlis Bahasa Melayu, 1993 (коллективный сборник).

## Награды[2]
- Поощрительная премия Комитета по литературным премиям (1979);
- Поощрительная премия Комитета по литературным премиям (1981);
- Поощрительная премия Комитета по литературным премиям (1983);
- Звание «Заслуженный учитель Сингапура» (2004)
- Премия Тун Сри Лананга (2017, посмертно)